# Muttergotteskirche (Landstraße)

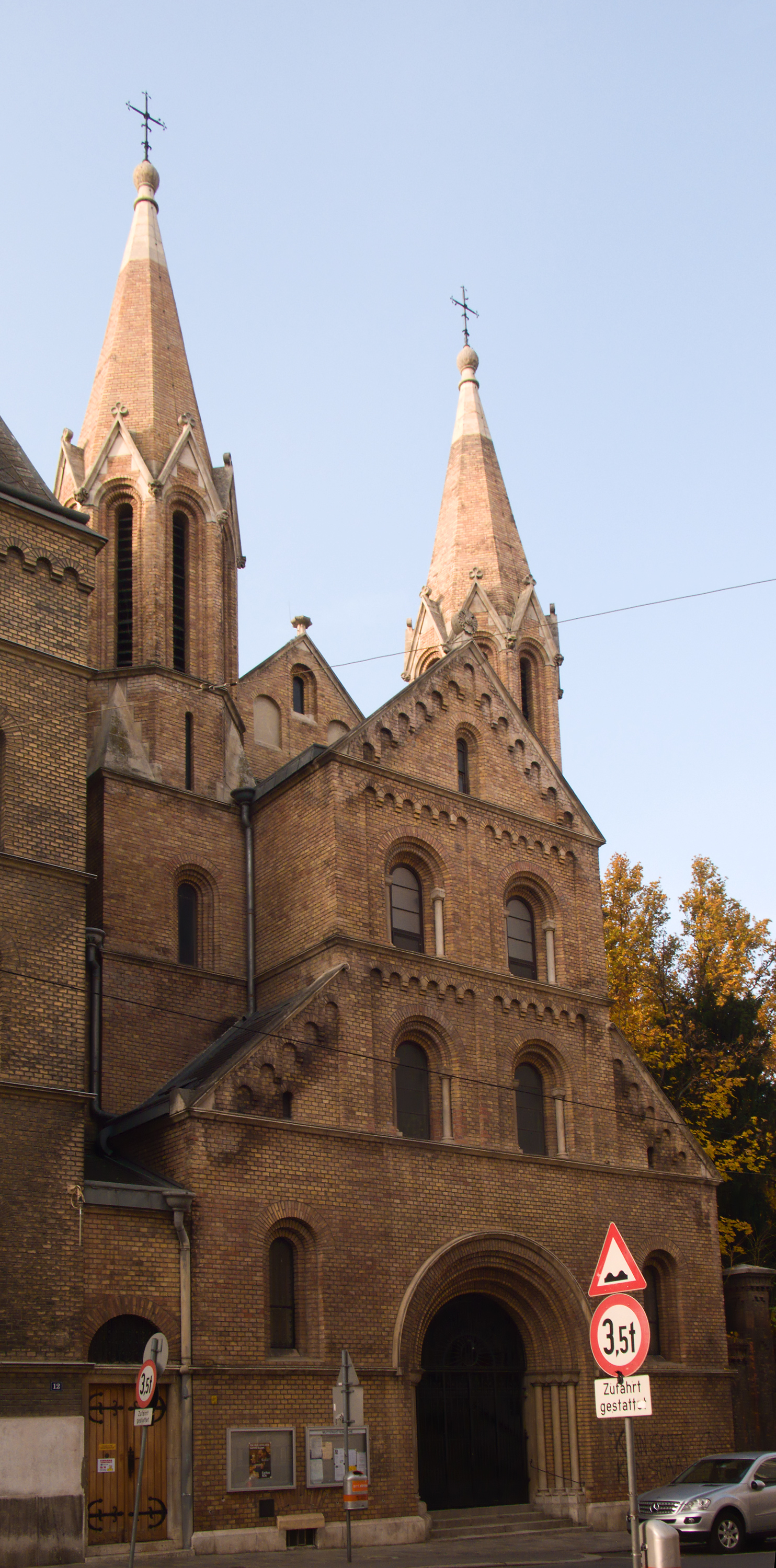
Muttergotteskirche

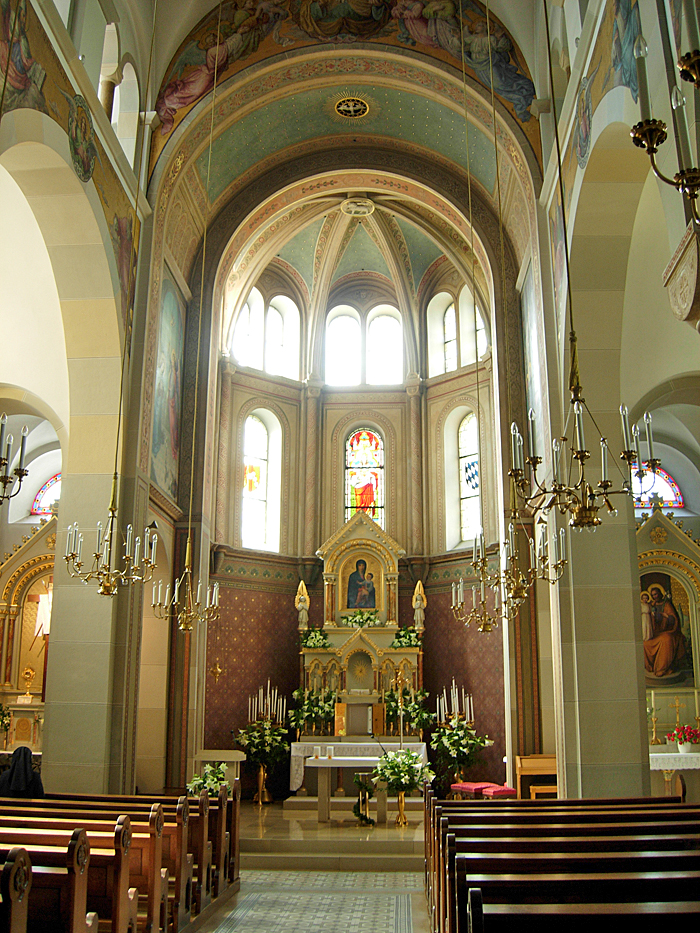
Innenansicht

Die Muttergotteskirche (auch: Pfarrkirche Jacquingasse) ist eine römisch-katholische Filialkirche im 3. Wiener Gemeindebezirk Landstraße im Fasanviertel an der Jacquingasse 12. Die Kirche liegt in der Pfarre Maria-Drei-Kirchen im Dekanat 3 des zur Erzdiözese Wien gehörenden Vikariates Wien Stadt. Sie ist der dreimal wunderbaren Muttergottes geweiht.

## Lagebeschreibung
Die Muttergotteskirche befindet sich an der Jacquingasse 12 im Fasanviertel im Bezirksteil Landstraße. Der neuromanische Ziegelrohbau ist ein Werk des Architekten Richard Jordan. Die Kirche ist Teil des zeitgleich erbauten und ebenfalls von Jordan geplanten Klosters der Kongregation der Töchter der göttlichen Liebe, dem Mutterhaus dieser Ordensgemeinschaft.

## Geschichte
Im Jahr 1868 gründete Franziska Lechner in Wien die Kongregation der Töchter der göttlichen Liebe. Das erste Mutterhaus, das 1871 bezogen wurde, befand sich an der Fasangasse 4 unweit des heutigen Klosters. Auf Vermittlung von Erzherzogin Marie Valerie von Österreich erhielt die Ordensgemeinschaft einen Teil des Botanischen Gartens der Universität Wien zur Errichtung einer Kirche. Mit dem Bau der Muttergotteskirche und des neuen Klosters wurde 1890 begonnen. Für die bauliche Ausführung der Pläne von Richard Jordan war Josef Schmalzhofer verantwortlich. Am 22. April 1891 wurde die Kirche geweiht. Der Hochaltar wurde von Kaiser Franz Joseph I. gestiftet.
1939 wurde die Klosterkirche zur Pfarrkirche erhoben. Ende des Zweiten Weltkriegs wurde die Muttergotteskirche beschädigt. Die Restaurierung dauerte bis 1964. Eine Innenrenovierung erfolgte 1977/78, bei der die Wandgemälde weiß übermalt wurden. Eine weitere Renovierung des Kirchengebäudes mit erneuter Freilegung der Fresken erfolgte 1991. Im Jahr 2005 erhielt die Muttergotteskirche zwei neue Glocken, die den Heiligen Franziska von Rom und Paulus von Tarsus geweiht sind.
1987–1998 war Kurt Knotzinger Pfarrer der Muttergotteskirche.
Die Pfarre An der Muttergotteskirche wurde am 1. Oktober 2017 aufgehoben und Teil der Pfarre Maria-Drei-Kirchen. Die Muttergotteskirche ist seither eine Filialkirche der Pfarre Maria-Drei-Kirchen und die Kirche der Teilgemeinde An der Muttergotteskirche.

## Baubeschreibung
An der straßenseitigen Fassade der Kirche befinden sich zwei polygonale Kirchtürme. Das Langhaus ist dreischiffig und weist ein Kreuzgratgewölbe auf.

## Ausstattung
Am neuromanischen Hochaltar befindet sich eine von Josef Kastner dem Älteren geschaffene Kopie des Bildes Dreimal wunderbare Muttergottes aus der Kirche Santa Maria Maggiore in Rom. Josef Kastner der Jüngere malte die Altarbilder an den Seitenaltären sowie die Wandmalereien an den Arkaden des Mittelschiffs und im Chor.

## Orgel
Die Orgel aus dem Jahr 1884 ist ein Werk aus der Firma Johann M. Kauffmann. 1973 wurde sie von dem Orgelbauer Philipp Eppel umgebaut und erweitert. 2020 nahm die Firma Orgelbau M. Walcker-Mayer aus Guntramsdorf eine Restaurierung vor. Das Instrument verfügt über zehn Register auf zwei Manualen und Pedal.